# Oberer Großhartmannsdorfer Teich
Der Obere Großhartmannsdorfer Teich ist eine Talsperre der Revierwasserlaufanstalt Freiberg (RWA) in Sachsen. Er wurde zwischen 1591 und 1593 bei Großhartmannsdorf für den Bergbau im Freiberger Revier angelegt und ist über künstlich angelegte Gräben und Röschen mit anderen Teichen der RWA verbunden. Über eine Rohwasser-Überleitung wird Wasser der RWA in die Talsperre Lichtenberg und weiter in die Talsperre Klingenberg befördert und damit zur Trinkwasserversorgung von Freiberg bis Dresden genutzt. Das gestaute natürliche Gewässer ist der Großhartmannsdorfer Bach (bzw. Oberteichbach). Ganz in der Nähe liegen der Mittlere und der Untere Großhartmannsdorfer Teich. Er ist Teil des Fauna-Flora-Habitat Freiberger Bergwerksteiche.

## Geschichte
Um 1524 begann man mit der Einrichtung der Revierwasserlaufanstalt, um die Wasserräder der Bergwerke mit ausreichend Aufschlagwasser versorgen zu können. Der Staudamm wurde 1591 bis 1593 angelegt. Da dem Teich auf Grund seiner Lage nahe der Mulde-Flöha-Wasserscheide über den Oberteichbach nicht ausreichend Wasser zufloss, wurde dieser 1607 über den Obersaidaer Kunstgraben mit Wasser aus dem Saidenbach und schließlich 1882 der Flöha verstärkt. Sein Abfluss erfolgt über den Kohlbach-Kunstgraben.
1778 bis 1782 wurde eine Dammerhöhung um 2,5 Ellen (= 1,42 Meter) durchgeführt, die aber deutliche Probleme mit der Dichtigkeit des Bauwerkes auslöste. 1888 wurde der Damm durch Otto Intze untersucht, in deren Anschluss von 1890 bis 1895 eine Instandsetzung und Erhöhung um einen Meter erfolgte. Im Zuge dieser Maßnahmen entdeckte man, dass seinerzeit die Dammdichtung nicht an den wasserdichten Untergrund angeschlossen worden ist. Seit 1910 ist auch dieses Problem behoben.

## Der Staudamm
Das Absperrbauwerk ist ein Erddamm mit einer Lehmdichtung und einer Steinlage an der Wasserseite (Tarrasmauer). Aufgrund seiner Kronenlänge von mehr als 500 Metern bei einer Höhe von mehr als 10 Metern zählt der Obere Großhartmannsdorfer Teich zu den „großen Talsperren“ in Deutschland. Der Damm und der Stausee wurden mehrfach saniert, zuletzt 1910 und 2000/2001. 

## Freizeitmöglichkeiten

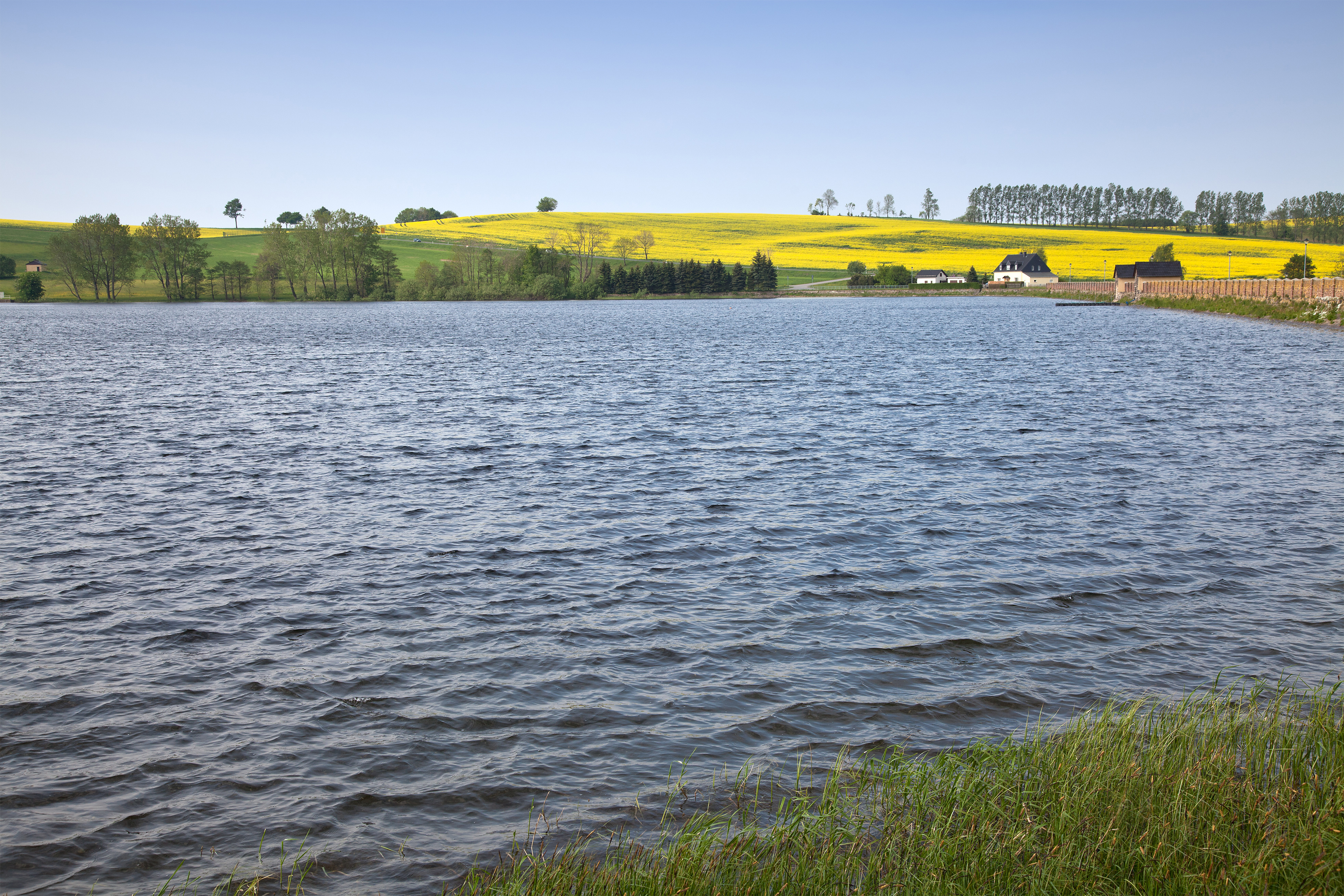
Blick von Norden

Es gibt Möglichkeiten zum Wandern und zum Angeln, aber keine touristischen Einrichtungen am See. Außerdem gibt es einen Aussichtspunkt mit einer Schautafel. Am Tag des Denkmals kann man die Dammkrone und die Striegelhäuser als Zeugnis des historischen Bergbaus besichtigen. An diesem Teich befindet sich ein schützenswertes Biotop.

## Sonstiges
Betreiber des Teiches ist die Landestalsperrenverwaltung des Freistaates Sachsen. Neben der Trinkwassergewinnung dient der Teich auch der Fischerei, dem Naturschutz und als Kulturdenkmal.